# Lwowskie (Przemyśl)
Lwowskie  – część miasta Przemyśla oraz osiedle administrayjne nr 11 miasta Przemyśla (jednostka pomocnicza gminy)
Położone jest we wschodniej części miasta i obejmuje ulice: Stefana Batorego, Włodzimierza Bilana, Budowlanych, Księdza Antoniego Dobriańskiego, Jerzego Fedkowicza, Mikołaja Gomółki, Grażyny, Harcerska, Generała Jakuba Jasińskiego, Juliana Klaczki, Krównicka, Lwowska strona prawa do nr 76, strona lewa do nr 65, Miodowa, Mała, Adama Mickiewicza strona lewa od nr 63 do końca, strona prawa od nr 48 do końca, Księdza Jana Mogilnickiego, Młynarska, Ludwika Nabielaka, Nowa, Feliksa Nowowiejskiego, Orna, 6 Pomorskiej Dywizji Piechoty, Piaskowa, Wincentego Pola strona lewa od nr 39 do końca, Przejazdowa, Przekopana, Sybiraków, Przerwa, Rozdroże, Sielecka, Sienna, Stawowa, Szkolna, Władysława Syrokomli, Jana i Jędrzeja Śniadeckich, Tarniowa, Topolowa, Bronisława Trentowskiego, Wernyhory, Wiklinowa, Wspólna, Zacisze, Tomasza Zana, Zbożowa, Zygmunta Zielińskiego, Jana Zamoyskiego, Księdza Józefa Ziemiańskiego.
W 2023 roku liczba mieszkańców Lwowskiego wynosiła 2702.